# 南出和寛
南出 和寛（みなみで かずひろ、1933年12月3日 -  ）は、日本の経営者。紀陽銀行頭取を務めた。

## 来歴・人物
和歌山県出身。1956年に早稲田大学法学部を卒業し、同年に紀陽銀行に入行した。1987年6月に取締役に就任し、1991年6月に常務、1994年7月に専務を経て、1995年5月に頭取に就任し、1998年5月までに務めた。
2010年11月に旭日小綬章を受章。